# 德靖铁路
德靖铁路为连接中国广西壮族自治区德保县与靖西市的铁路，为田德铁路的延长线。
全长39.9公里，设计时速120公里，为单线电气化II级铁路，以地方货运为主。2010年2月开工建设，2011年12月开始铺架，2012年12月30日开通试运，2013年5月18日开办货物运输。2016年1月29日，靖西至南宁客运列车正式开行。